# Descompunere (chimică)
Reacția de descompunere constă în separarea unei substanțe compuse în 2 sau mai multe substanțe simple sau compuse.
Această reacție chimică se poate realiza în prezența căldurii:
2HgO-----2Hg+oxigen2
- prin prezența curentului electric (proces numit electroliză)
- prin prezența catalizatorului MnO2

Catalizatorul este substanța care are rolul de a mări viteza de reacție fără a se consuma în timpul reacției chimice. Se regăsește netransformat la sfârșitul reacției.
Reacția de descompunere a unei substanțe în elementele componente se mai numește și reacție de analiză.
X-----Z+Y Casa